# كريستوفر جون باندا
كريستوفر جون باندا (بالإنجليزية: Christopher John Banda)‏ (10 يوليو 1974 ببلانتاير في مالاوي - 6 سبتمبر 2009 بليلونغوي في مالاوي) هو لاعب كرة قدم ملاوي في مركز الوسط. شارك مع منتخب مالاوي لكرة القدم. أما مع النوادي، فقد لعب مع نياسا بيغ بولتس ونادي مايتي ووندرز.

## وصلات خارجية
- كريستوفر جون باندا على موقع قاعدة بيانات كرة القدم.إي يو (الإنجليزية)
- كريستوفر جون باندا على موقع ناشيونال فوتبول تيمز (الإنجليزية)